# Torre del Conde (Italia)
La Torre del Conde (en italiano Torre dei Conti) es una torre medieval ubicada en la ciudad de Roma, en la región de Lazio (Italia central). La torre se encuentra situada cerca del Coliseo y el Foro Romano.
Fue construida en 1238 por el Papa Inocencio III como residencia fortificada para su familia, el Conde de Segni (en italiano Conti di Segni), sobre uno de los cuatro ábsides del Foro de Nerva. Actualmente sólo permanecen en pie 29 m de la estructura original que tenía una altura aproximada de entre 50 y 60 m. Debido a su altura (original) se ganó el apodo de Torre Mayor (en italiano Torre Maggiore) por su tamaño. Los pisos superiores fueron destruidos por una serie de terremotos. A partir de 1620 fue abandonada cuando fue reconstruida.